# Альбрехт, Евгений Карлович
Евге́ний Ка́рлович А́льбрехт (нем. Eugen Maria Albrecht; 1844—1894) — скрипач и музыкальный педагог Российской империи. Его брат, Карл Карлович Альбрехт (1836—1893) — виолончелист, хоровой дирижёр и композитор.

## Биография
Родился 4 (16) июня 1844 года. Воспитывался в Гатчинском Николаевском сиротском институте, где преподавал его отец, Карл Францевич Альбрехт.
В 1858 году поступил в Лейпцигскую консерваторию, где и окончил полный музыкальный курс под руководством Давида, Гауптмана, Рихтера, Мошелеса и Бренделя. После консерватории Альбрехт поступил скрипачом в Санкт-Петербургскую итальянскую оперу.
В 1866 году он был приглашён начальником военно-учебных заведений в комиссию для выработки проекта и плана преподавания музыки и общего школьного пения в военных гимназиях. Его записки по этому вопросу были напечатаны в 1872 году в педагогическом сборнике Военного министерства; по его совету в военных гимназиях были заведены ученические оркестры.
В 1872 году Е. К. Альбрехт стал учредителем (вместе с Гильдебрандтом и Гилле) Санкт-Петербургского общества квартетной музыки (с 1878 года — Санкт-Петербургское общества камерной музыки); был его председателем до 1894 года и  постоянно принимал участие в качестве скрипача или альтиста в концертах этого общества.
С 1872 по 1880 год преподавал игру на скрипке Их Императорских Высочеств Великих Князей Павла Александровича и Дмитрия Константиновича.
В 1877 году был назначен инспектором музыки Императорских Санкт-Петербургских театров и сохранял эту должность до самой смерти. В 1884 году был командирован за границу для ознакомления с административной стороной музыкального и в частности оркестрового дела. Он способствовал улучшению положения оркестровых музыкантов Императорских театров; его проекты реформ, выработанные им по образцу всех европейских придворных оркестров, имевшие столь благотворное влияние на улучшение художественного исполнения, в особенности оперных оркестров, удостоились высочайшего утверждения в 1882 году.  1892 году был назначен заведующим музыкальной библиотекой Императорских театров, которую также значительно упорядочил, систематически сгруппировав весь её нотный материал и составив для него подробный каталог, который не успел издать.
Евгений Альбрехт состоял в переписке с Петром Ильичём Чайковским и участвовал в 1890 году в премьере первой редакции его струнного секстета «Воспоминание о Флоренции», а в 1892 году во втором исполнении второй редакции этого произведения. 
Кроме собраний камерной музыки, Е. К. Альбрехт принимал также видное участие в Петербургском филармоническом обществе, в котором он с 1881 по 1886 год занимал должность председателя.
Умер 28 января (9 февраля) 1894 года. Был похоронен с отцом на Гатчинском лютеранском кладбище.